# Afrophlaeoba usambarica
Afrophlaeoba usambarica is een rechtvleugelig insect uit de familie veldsprinkhanen (Acrididae). De wetenschappelijke naam van deze soort is voor het eerst geldig gepubliceerd in 1929 door Ramme.
1. ↑  (en) Afrophlaeoba usambarica op de IUCN Red List of Threatened Species.